# Языки Науру
Науруа́нский язык — один из официальных языков Республики Науру, относится к микронезийским языкам.
Официальными языками Науру являются науру и английский. Оба языка используются в государственном и муниципальном управлении и в образовании, в повседневной жизни вне туристической индустрии чаще всего используется науру. Науру — один из наименее изученных и описанных языков, имеющих где-либо официальный статус.
Науруанский является «объектно-доминантным» языком, так как в нём при очень развитом именном словоизменении глагольная система достаточно проста. Времена глагола передаётся с помощью наречных частиц.